# Houmane Jarir
Pour les articles homonymes, voir Jarir (homonymie).
Mohammed Jarir, surnommé Oueld Houmane ou tout simplement Houmane, (en arabe : محمد حمان جرير) né le 30 novembre 1944 à Casablanca (Derb Sultan) au Maroc et mort le 19 mai 2018 aux États-Unis, est un footballeur international marocain avec 27 sélections et 5 buts.
Il est considéré parmi les joueurs emblématiques du football marocains de l'après-protectorat, qui ont marqué le football africain. Mohamed Jarir plus connu sous son pseudonyme Houmane. A ses débuts en équipe première du Raja (saison 1962-63), on l'appelait Ould Houmane.
Il évoluait au poste d'attaquant au Raja Club Athletic où il joué pendant toute sa carrière. Avec l'équipe du Maroc, il dispute la Coupe du monde de 1970 au Mexique, où il inscrit le premier but de l'histoire du Maroc dans la compétition face à l'Allemagne de l'Ouest (1-2).

## Biographie

### Enfance
Mohamed Jarir voit le jour le 30 novembre 1944 au quartier mythique de Derb Sultan et au sein d'une famille sportive puisque son père Houmane était un des premiers joueurs de l'histoire du Raja Club Athletic avant l'indépendance, entre 1949 et 1955, c'est pour cela qu'il fut surnommé Oueld Houmane (en français: le fils de Houmane).

### Parcours en club
Jarir touche le ballon dès l'âge de 8 ans. Rapide et infatigable, il rejoint le Raja, le club de la famille, où il signe sa première licence en 1955 et se place sous la houlette de Abdelkader Jalal, formateur historique dans l'école du Raja qui donne naissance à plusieurs joueurs légendaires des Verts, tels que Saïd Ghandi et Mustapha Petchou.
Houmane Jarir se fait rapidement remarquer par les dirigeants du Raja et surtout Boujemaâ Kadri, qui en souffle un mot au Père Jégo et décident de l'intégrer en un temps record dans l'effectif des séniors, avec les Mustapha Milazzo, Moussa Hanoun et Aliouate. En effet, Il ne passera qu'une saison parmi les juniors avant de rejoindre l'équipe première.
Demi défensif de base, mais très technique, Jarir sera poussé vers l'attaque dès le début de sa carrière par le Père Jégo, son entraîneur au Raja CA, afin qu'il s'adapte au jeu très offensif et animé des Verts.
Titulaire à part entière dès sa première saison, Houmane va s'illustrer au fil des saisons pour devenir dès 1967 un des piliers de l'équipe. Sa première apparition chez les séniors était à Fès à l'occasion de la Coupe du Trône. Dès lors, le voilà vedette à part entière du football national 
Durant plus d'une décennie, Houmane Jarir est le capitaine incontesté du Raja. Spécialiste du jeu de passe en « une-deux » , il forme, avec Said Ghandi, un duo d'attaque réputé. Outre son illustration à la Coupe du monde 1970, Houmane fut, à partir de 1967, propulsé avant de pointe, il enlève donc le titre de meilleur buteur du championnat national 1966-1967 avec 18 buts, ex æquo avec un grand Chiadmi du Difaâ d'El Jadida.
Lors d'un match contre le Stade marocain, opposé au rude Antaki, il est victime d'une sérieuse blessure au genou. Il parvient à rejouer par la suite, mais ne retrouvera pas tous ses moyens physiques. Cette vilaine blessure au genou arrête brusquement la carrière de Jarir au Raja CA en 1977.
Houmane resta fidèle au couleur du Raja tout au long de sa carrière et il ne changea pas de club pendant sa carrière footballistique en tant que joueur.
Plus tard, il est l'entraîneur du Raja pendant deux saisons.

### Parcours en sélection
Mohamed Jarir connu sous le nom de Houmane, est l'homme qui a marqué le premier but de toute l'histoire du Maroc au Mondial face au gardien Sepp Maier, il a commencé sa carrière avec la sélection marocaine en 1967 et il a également inscrit son premier but cette année là contre l'Équipe d'Algérie lors des Jeux de la Méditerranée. 
En 1970, les Lions de l’Atlas ont joué leur toute première Coupe du monde à Mexico. À l’époque, le continent africain avait droit à un seul représentant, le Maroc. Le tirage au sort n'était pas du côté marocain, en mettant le onze national aux côtés de la sélection allemande, double champion du monde, d'un très puissant Pérou qui vivait se décennie d’or et la Bulgarie.
Les Lions de l'Atlas marquent le monde entier en match d’ouverture contre l’Allemagne. Le Maroc sort le grand jeu en menant à la mi-temps 1-0, grâce notamment à un certain Mohamed Jarir alias Houmane, une légende footballistique condamnée à l'oubli par les médias et les responsables du football national. Les Lions s'inclinent finalement (2-1), mais Jarir restera à jamais dans la mémoire des supporteurs de l'équipe nationale, d'autant plus qu'il est à ce moment-là, le premier joueur africain à faire rentrer un ballon dans les cages adverses, depuis Abdelrahman Fawzi et son doublé contre la Hongrie lors de la Coupe du Monde 1934.

### Carrière d'entraîneur
Reconverti en entraîneur, d'abord adjoint de l'entraîneur bulgare du Raja Tachkov en 1977, Houmane prendra plusieurs fois les destinées de son club de cœur le Raja à quatre reprises 1979, 1980, 1983 et 1995 puis directeur technique du club.
Il sera également présent comme adjoint de Rabah Saadane lors de la première ligue des champions remporté par les Aigles Verts en 1989.
Houmane aura le mérite d'avoir lancé plusieurs joueurs de renom, comme les Abderrahim Hamraoui, Hajry Redouane, Tijani El Maâtaoui, etc. Mohamed a également entraîné le TAS de Casablanca, l'Étoile Jeunesse et la Régie des Tabacs en deuxième division.

## Palmarès

### Joueur
Raja Club Athletic
- Coupe du Trône (1)
  - Vainqueur: 1974
  - Finaliste: 1965 et 1968.

- Championnat du Maroc
  - Vice-champion: 1966 et 1974 .

### Entraîneur
Raja Club Athletic
- Coupe du Trône
  - Finaliste: 1983

### Entraîneur-adjoint
Raja Club Athletic
- Coupe d'Afrique des clubs champions (1)
  - Vainqueur: 1989
- Coupe du Trône (1)
  - Vainqueur: 1977

### Distinctions individuelles
- Meilleur buteur du Championnat du Maroc saison 1966-1967 (18 buts)

## Statistiques

### Sélections en équipe nationale
1. 06/03/1966 Maroc - Algérie Casablanca 1 - 0 Amical
2. 12/09/1967 Algérie - Maroc Tunis 3 - 1 JM 1967 / 1 but
3. 17/03/1968 Maroc - Algérie Casablanca 0 - 0 Amical
4. 13/02/1969 Sénégal – Maroc Las Palmas 1 - 2 Elim. CM 1970
5. 09/03/1969 Algérie - Maroc Alger 2 - 0 Elim. CAN 1970
6. 22/03/1969 Maroc - Algérie Agadir 1 - 0 Elim. CAN 1970
7. 27/04/1969 Tunisie - Maroc Tunis 0 - 0 Elim. CM 1970
8. 18/05/1969 Maroc - Tunisie Casablanca 0 - 0 Elim. CM 1970
9. 13/06/1969 Tunisie - Maroc Marseille 2 - 2 Elim. CM 1970 / 1 but
10. 21/09/1969 Maroc - Nigeria Casablanca 2 - 1 Elim. CM 1970
11. 10/10/1969 Soudan - Maroc Khartoum 0 - 0 Elim. CM 1970
12. 26/10/1969 Maroc - Soudan Casablanca 3 - 0 Elim. CM 1970 / 2 buts
13. 28/12/1969 Maroc - Bulgarie Casablanca 3 - 0 Amical
14. 03/06/1970 RFA - Maroc Leon 2 - 1 Elim. CM 1970 / 1 but
15. 06/06/1970 Pérou - Maroc Leon 3 - 0 CM 1970

### Les matchs olympiques
1. 19/04/1966 : Granges : Suisse "B" vs Maroc 6 - 4 Amical
2. 07/09/1967 Tunis Italie Amateur v Maroc 0 - 1 J.M 1967
3. 10/09/1967 Tunis : France Amateur vs Maroc 2 - 0 J.M 1967
4. 05/11/1967 Casablanca Maroc v Tunisie 1 - 1 Elim. JO 1968
5. 26/11/1967 Tunis Tunisie v Maroc 0 - 0 Elim. JO 1968
6. 09/06/1968 Casablanca : Maroc vs Ghana 1 - 1 Elim. JO 1968

### Buts internationaux
| #                            | Date            | Stade                  | Adversaire           | Score | Résultats | Compétition                                              |
| ---------------------------- | --------------- | ---------------------- | -------------------- | ----- | --------- | -------------------------------------------------------- |
|                              | 13 juin 1969    | Marseille, France      | Tunisie              | 2–2   | Nul       | Tours préliminaires à la Coupe du monde de football 1970 |
|                              | 26 octobre 1969 | Casablanca, Maroc      | Soudan               | 3–0   | Victoire  | Tours préliminaires à la Coupe du monde de football 1970 |
|                              | 26 octobre 1969 | Casablanca, Maroc      | Soudan               | 3–0   | Victoire  | Tours préliminaires à la Coupe du monde de football 1970 |
|                              | 3 juin 1970     | Estadio Nou Camp, León | Allemagne de l'Ouest | 1–2   | Défaite   | Coupe du monde de football 1970                          |
| Correct as of 6 January 2015 |                 |                        |                      |       |           |                                                          |